# Philaenus chinensis
Philaenus chinensis är en insektsart som beskrevs av Aleksey A. Zachvatkin 1936. Philaenus chinensis ingår i släktet Philaenus och familjen spottstritar. Inga underarter finns listade i Catalogue of Life.